# Брюккен (Кузель)
Брюккен (нім. Brücken) — громада в Німеччині, розташована в землі Рейнланд-Пфальц. Входить до складу району Кузель. Складова частина об'єднання громад Шененберг-Кюбельберг.
Площа — 8,13 км2. Населення становить 2081 ос. (станом на 31 грудня 2020).